# Premonstratenski samostan Grebinj
Premonstratenski samostan Grebinj, krajše tudi Grebinjski Klošter (nemško Stift Griffen), je nekdnanji premonstratnski samostan v naselju Grebinjski Klošter, zahodno od Grebinja v Celovški kotlini na Koroškem v  Avstriji.
Leta 1236 so ob stari župnijski cerkvi zgradili utrjen samostanski kompleks. Cerkev, ki velja tudi za romarsko, je romanska in gotizirana. Po dograditvi nove baročne župnijske cerkve je slednja prevzela funkcije starejše. Samostan je bil razpuščen leta 1768 in je prišel v last Habsburžanov.